# Albrecht Fabri

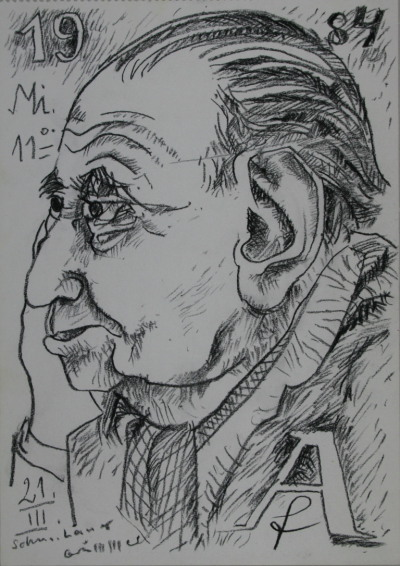
Albrecht Fabri, gezeichnet von Jürgen Hans Grümmer

Albrecht Fabri (Pseudonyme: Karl Albrecht, Albertine Charlus, Otto Rodenkirchen, Arnold Fernberg, * 20. Februar 1911 in Köln als Albrecht Schmitz; † 11. Februar 1998 ebenda) war ein deutscher Schriftsteller.

## Leben
Nach dem Abitur am Gymnasium Köln-Nippes studierte Albrecht Fabri Germanistik, Philosophie und Musikwissenschaft an den Universitäten in Köln und Bonn. Während dieser Zeit gehörte er (u. a. mit Max Bense und seinem Klassenkameraden Erwin Bücken) der
„Rheinischen Gruppe“ progressiver Künstler um Goswin Peter Gath an. Nach dem Abbruch seines Studiums 1934 und Übersiedlung nach München war Fabri freier Mitarbeiter der Zeitschrift Hochland und des Rundfunks in München. Ab 1939 „einfacher Soldat, dann Ia-Schreiber (ohne Dienstrang) in einem Divisionsstab“, nahm er am Zweiten Weltkrieg teil und war bis 1946 Kriegsgefangener in Astrachan. Von 1947 bis 1956 war er Lehrer an der Deutschen Buchhändlerschule in Rodenkirchen (seit 1975 Köln-Rodenkirchen), danach für ein Jahr Leiter einer Schreibwerkstatt an der Hochschule für Gestaltung in Ulm. Von 1956 bis 1969 war er freier Lektor des Karl Rauch Verlags in Düsseldorf und von 1968 bis 1970 des Limes-Verlages in Wiesbaden. Als freier Schriftsteller lieferte er Beiträge für Kulturzeitschriften wie Merkur und Sprache im technischen Zeitalter sowie für Rundfunk und Fernsehen, insbesondere für den Westdeutschen Rundfunk. Seit 1947 mit dem Kunsthändlerehepaar Stünke befreundet, hielt er in deren Galerie Der Spiegel in Köln vielfach Reden bei Ausstellungseröffnungen und schrieb Texte zu Katalogen und Graphikmappen. Daraus entstanden freundschaftliche Verbindungen mit einer Reihe bedeutender Künstler wie Max Ernst, HAP Grieshaber, Horst Antes und Hann Trier.
Albrecht Fabris Werk umfasst Essays, Kurzprosa und Aphorismen, daneben Übersetzungen aus dem Englischen, Französischen und
Niederländischen.
Fabri war seit 1967 Mitglied des P.E.N.-Zentrums der Bundesrepublik Deutschland und seit 1996 Ehrenmitglied der Düsseldorfer Kunstakademie. Er erhielt 1953 den Literaturpreis des
Kulturkreises der deutschen Wirtschaft im Bundesverband der Deutschen Industrie sowie 1991 die Wilhelm-Heinse-Medaille der Mainzer Akademie der Wissenschaften und der Literatur.

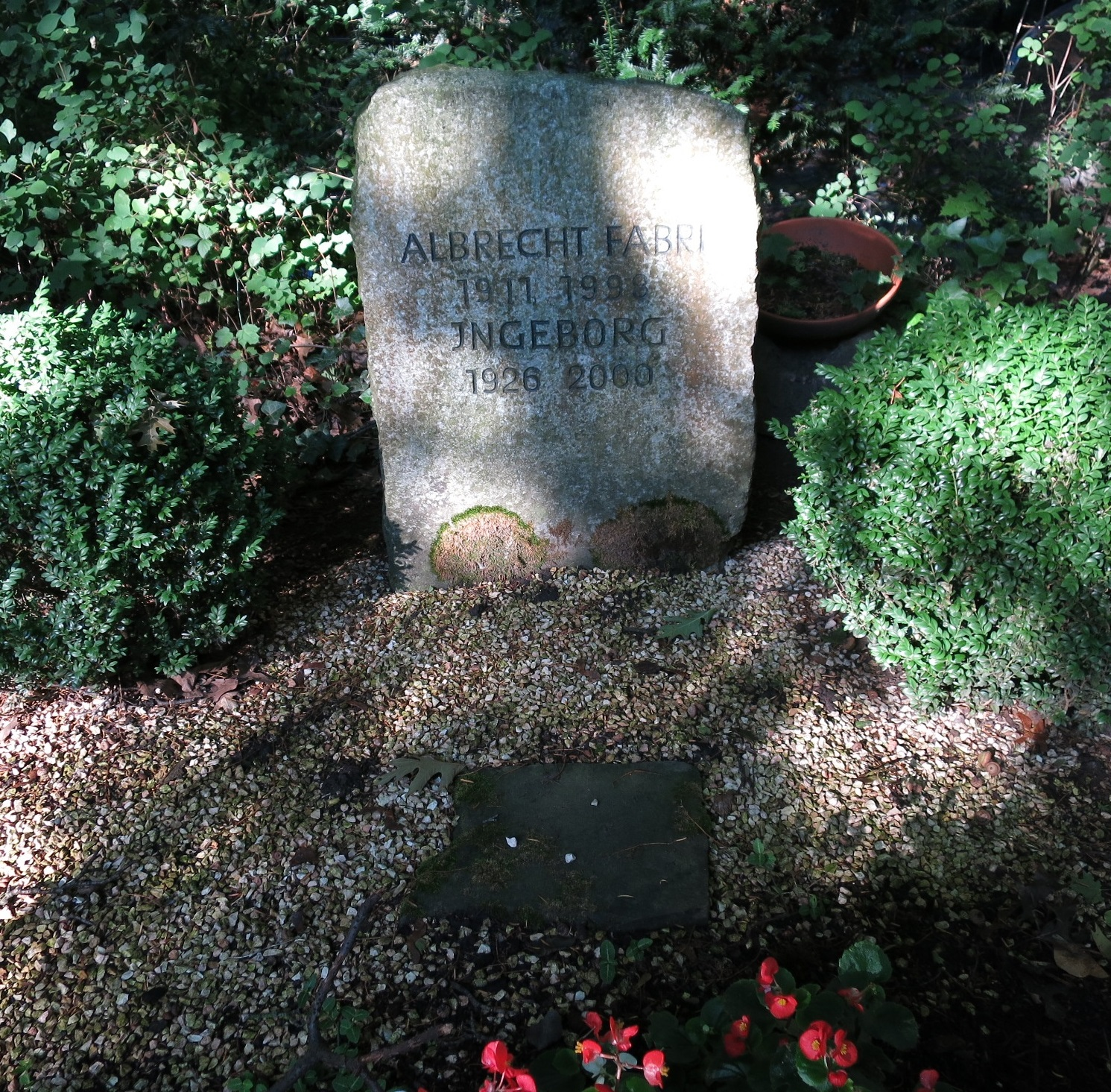
Grabstätte auf dem Kölner Südfriedhof

Fabri war in erster Ehe verheiratet mit der Fotografin Johanna (Hanni) Schmitz-Fabri (1925–1992) aus Rodenkirchen. Die Eheschließung erfolgte, bevor Fabri seinen überaus gewöhnlichen Geburtsnamen Schmitz im Wege der Namensänderung auch standesamtlich durch den Künstlernamen Fabri ersetzt hatte. In zweiter Ehe war er bis zu seinem Tod mit Ingeborg Fabri, geb. Müller (* 5. Mai 1926; † 1. Dezember 2000) verheiratet. Sie war (mit Martin Weinmann) Herausgeberin der im Februar 2000 im Verlag Zweitausendeins unter dem Titel Der schmutzige Daumen erschienenen Gesammelten Schriften Fabris.
Fabri lebte seit den 1960er Jahren im Haus Baden Trajanstr. 10 (Wohnung 410) in Köln. Abends traf man ihn oft in der gegenüberliegenden Eckkneipe Soenius (Ubierring 58), wo Künstler der Kölner Werkschulen (Ubierring 40) wie Jürgen Hans Grümmer, Stefan Wewerka und Dieter Kraemer, Schauspieler der Kammerspiele im Altbau des Rautenstrauch-Joest-Museums (Ubierring 45) wie Kaspar Brüninghaus und Kunstschriftsteller wie Walter Vitt und Georg Jappe verkehrten, aber auch der ebenfalls in Haus Baden wohnende Bundesminister Hans-Jürgen Wischnewski. Nach seiner zweiten Eheschließung zog Fabri zu seiner Frau in die Luxemburger Straße 426, wo er für sich eine zweite Wohnung im Hause anmietete.
Fabri starb 1998 wenige Tage vor seinem 87. Geburtstag. Die Grabstätte der Eheleute Fabri befindet sich auf dem Kölner Südfriedhof (Flur 20 Nr. 176l+m).

## Werke
- Der schmutzige Daumen, München 1948
- Interview mit Sisyphos, Köln 1952
- Rede für Gottfried Benn, Wiesbaden 1956
- Der rote Faden, München 1959
- Variationen, Essays, Wiesbaden 1959
- Tangenten, Neujahrsgabe der Galerie Der Spiegel, Köln 1964
- Stücke, Köln 1971
- Reden zu Ausstellungen von Hann Trier, Aachen 1995
- Sprach- & Pinselspiele, Köln 1995 (zusammen mit Hann Trier)
- Divertimenti, Düsseldorf [u. a.] 1996
- Der schmutzige Daumen – Gesammelte Schriften, Frankfurt am Main 2000 ISBN 3-86150-323-9
- Das Wort ist Schlüssel, Texte und Briefe von Erhart Kästner und Albrecht Fabri [erschienen im Jahr des hundertsten Geburtstags von Erhart Kästner zur festlichen Veranstaltung in Wolfenbüttel am 5. Juni 2004]. Hrsg. von Christian Kugelmann. Warmbronn 2004
- Das Komma als Hebel der Welt. Rezensionen und Porträts. Hg. u. m. e. Essay v. Jürgen Egyptien. Warmbronn 2007
- Kunst und Obszönität. M. e. Vorwort hg. v. Jürgen Egyptien. Warmbronn 2011
- Klappentexte. Hg. u. m. e. Vorwort v. Jürgen Egyptien. Warmbronn 2012
- Albrecht Fabri Lesebuch. Zusammengestellt u. m. e. Nachwort von Jürgen Egyptien. Köln 2014
- Essays und Miniprosa, Hörbuch, gesprochen von Jürgen Jung, Beate Himmelstoß und Albrecht Fabri, mit einem einführenden Essay von Jürgen Egyptien, Hrsg. Wolfgang Müller, Heidelberg 2014 ISBN 978-3-00-046088-3

## Übersetzungen
- Alain: Die Pflicht, glücklich zu sein, Düsseldorf 1960
- Alain: Spielregeln der Kunst, Düsseldorf 1961
- Quentin Bell: Virginia Woolf. Eine Biographie. Aus dem Englischen v. Arnold Fernberg. Frankfurt/M. 1977
- Pieter J. Bouman: Verschwörung der Einsamen – Weltgeschichte unseres Jahrhunderts, München 1954 (Aus dem Holländ. übersetzt v. Otto Rodenkirchen)
- Jacques Cousseau: Der graue Hund, Düsseldorf 1960
- René Daumal: Der Analog, Düsseldorf 1964
- André Dubois La Chartre: Das Tagebuch des Herkules. Deutsch v. Karl Albrecht. Düsseldorf 1959
- David Cole Gordon: Self-Love. Liebe ohne Partner nebst einer Theorie der Einswerdung. Deutsch v. Albertine Charlus. Wiesbaden 1968
- Georges Govy: Bei Anbruch des dritten Tages, Düsseldorf 1957
- Casper Höweler: Der Musikführer, München 1952 (Aus dem Holländischen von Otto Rodenkirchen)
- Comte de Mirabeau: Hic und Hecs amouröse Abenteuer oder Von der Kunst, Abwechslung in die Vergnügen der Liebe zu bringen. Deutsch v. Albertine Charlus. Wiesbaden 1971
- Sarah L. Morrison: Wie fange ich mir einen Mann. Deutsch v. Albertine Charlus. Wiesbaden 1973. Neuausgabe u.d.T.: Zauberbuch für neue Hexen. Verzaubern und behexen mit magischen Rezepten. München 1991
- Chapman Mortimer: Madrigal, Düsseldorf 1961
- Chapman Mortimer: Mediterraneo, Düsseldorf 1958
- Ernst Pawel: Der dunkle Turm, Düsseldorf 1958 (Aus d. Amerik. v. Karl Albrecht)
- Edgar Allan Poe: Vom Ursprung des Dichterischen und zwei andere Essays, Köln 1947